# 蒙古高原沙尘暴

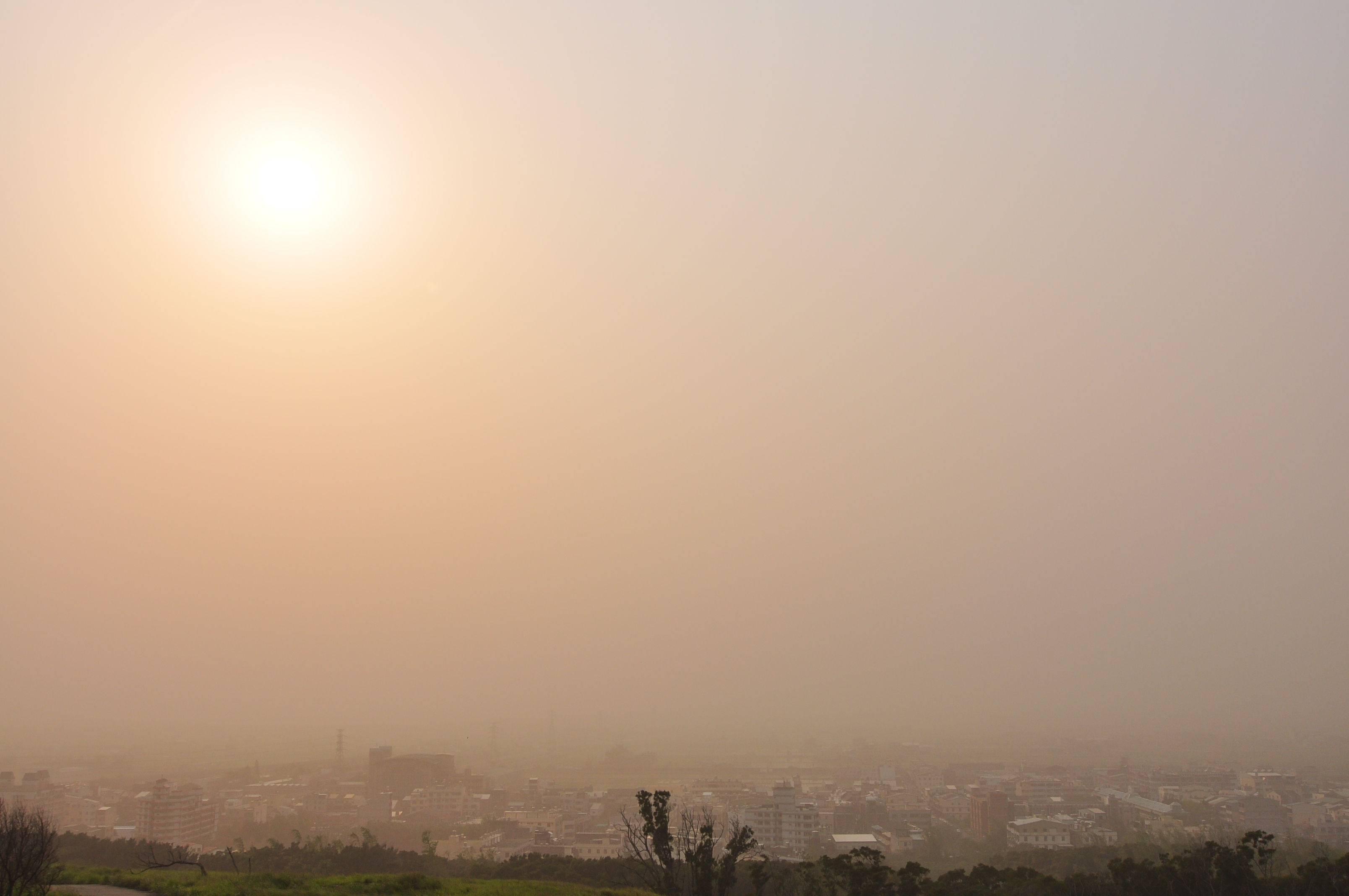
台灣清水平原，2010年3月

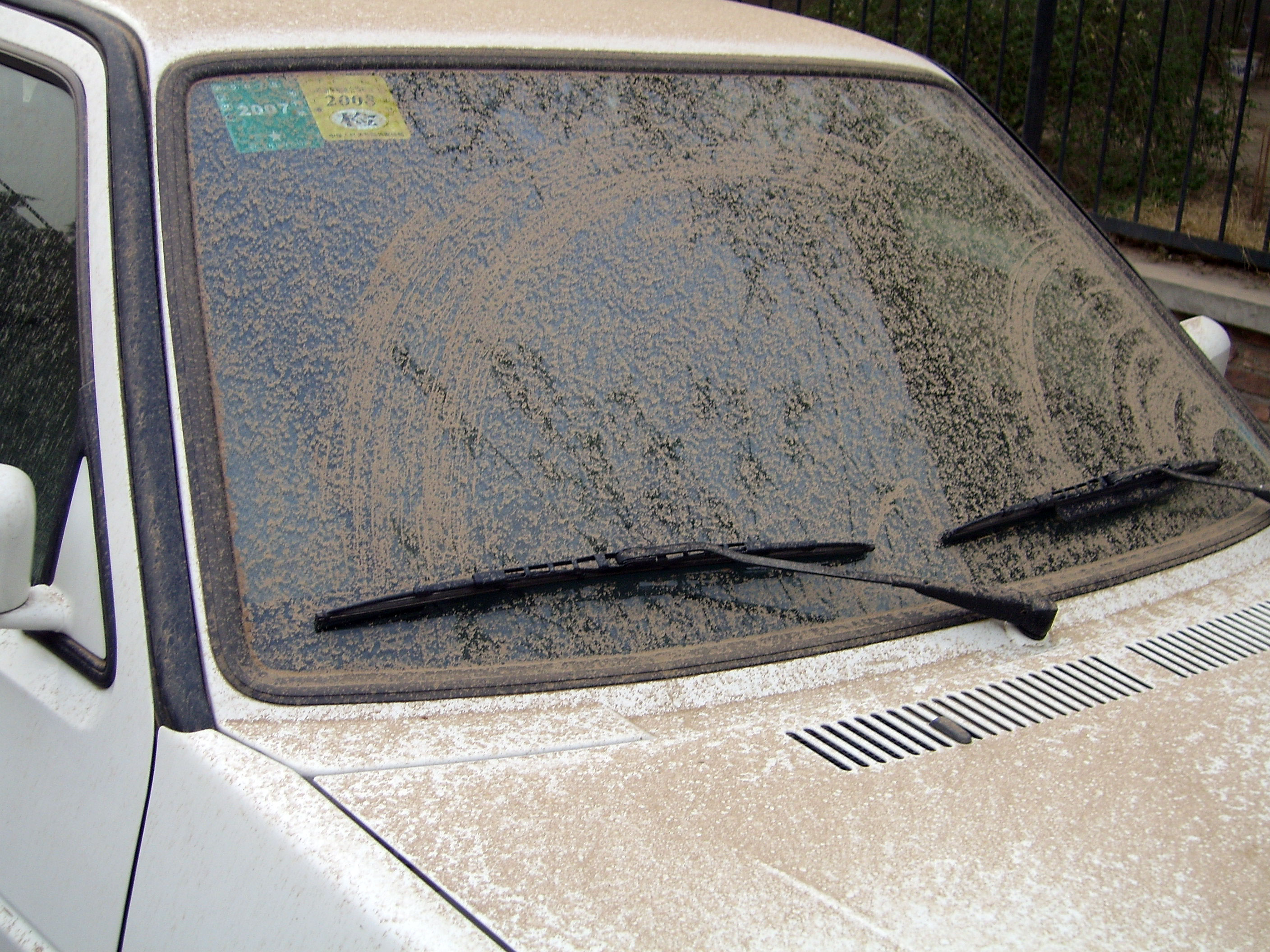
北京汽車覆上了一層黃沙。2006年4月。

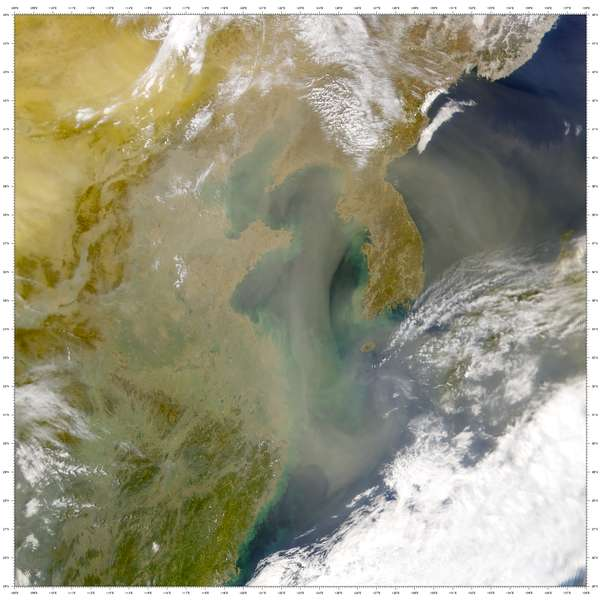
衛星拍攝下的亞洲東部沙塵暴，時間是2001年3月21日。

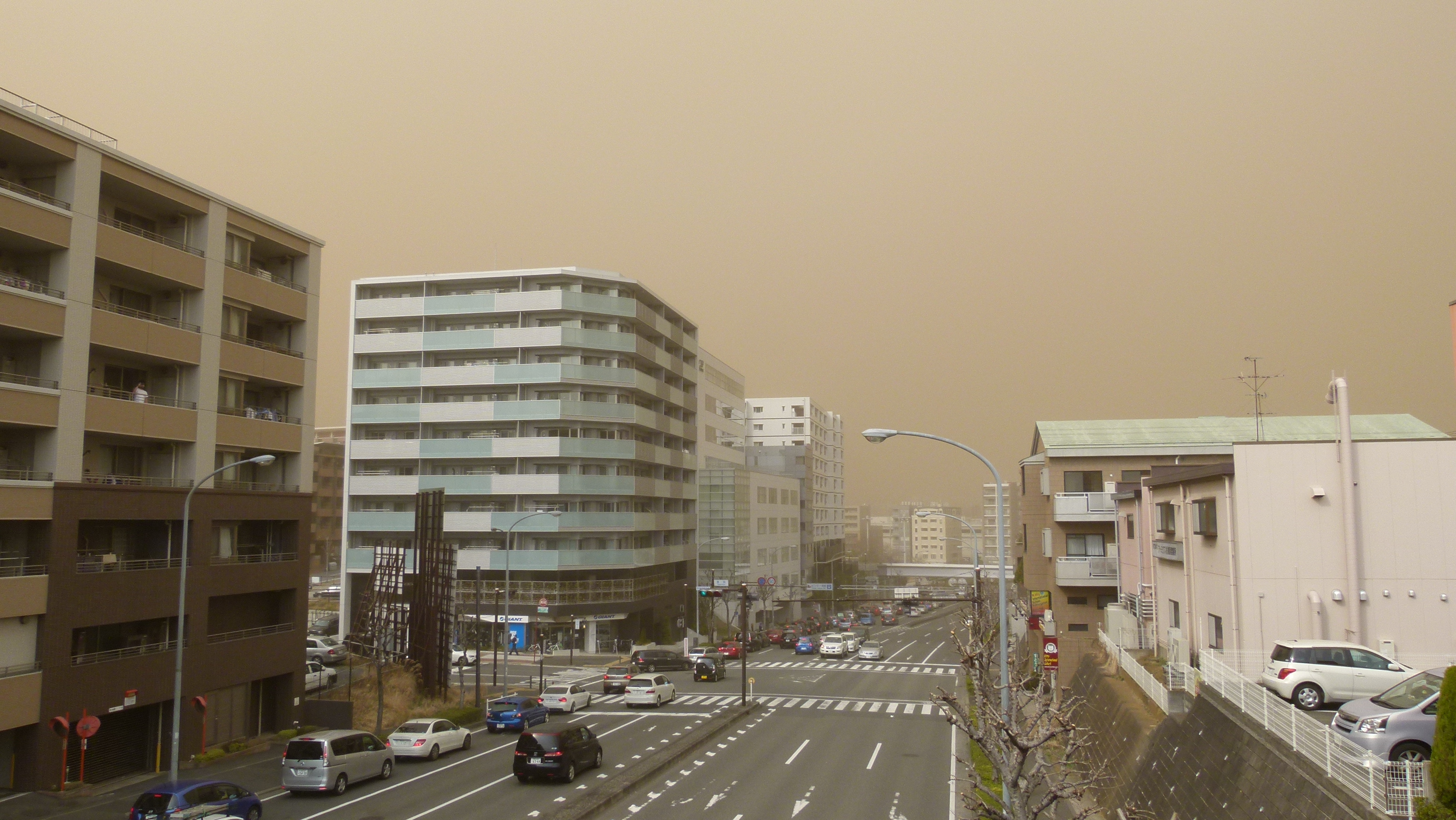
日本橫濱，2013年3月

蒙古高原沙塵暴（即東亞沙塵暴、黃沙、黃塵）是東亞冬春之際的季節性現象。
- 漢語：黃沙、黃砂。
- 朝鮮語：，讀作：“hwangsa”。
- 越南語：。
- 日語：，讀作：“kousa”。
- 英語：“Asian Dust”（亞洲粉塵），“Yellow dust”（黃塵），“Yellow sand”（黃沙），“Yellow wind”（黃河風），或“China dust storms”（中國沙塵暴）。

蒙古高原草原-內蒙古草原-东北草原草原退化是主因之一。沙塵起源於蒙古高原沙漠、中國北部和哈薩克斯坦，而表面高速的風及激烈的塵暴可將土壤顆粒吹起並形成雲霧。之後這些塵埃經由冬季季風向東吹，並飄過了中國、朝鮮和韓國及日本以及部分俄羅斯遠東地區。有些時候，飄塵的情況加劇，在濃度相當高的時候會影響空氣品質，甚至飄洋過海影響了更東方的地區，如美國。
在過去的十多年間，工業污染物（原先並不構成威脅）與蒙古的荒漠化，已使沙塵暴成為一個嚴重的環境問題。

## 原因
近年來，中國的過度採集、大量的工業開發、再加上缺乏立法監管環境空氣品質標準，以及燃燒煤炭廣泛不被充分過濾，破壞的中國的環境。另外，在哈薩克斯坦，一個失敗農業政策已經離開了鹹海地區。此地乾旱且暴露，而蘇聯曾經在這裡進行絕密生物武器試驗。

## 污染
硫磺（酸雨的其中一種成份）、煤煙、煤灰、一氧化碳和其他有毒污染物包括重金屬（如汞、鎘、鉻、砷、鉛、鋅、銅）及其他致癌物質，經常伴隨著沙塵暴以及病毒、細菌、真菌、農藥、抗生素、石棉、除莠劑、塑膠原料與燃燒產物，還有影響荷爾蒙的鄰苯二甲酸酯類。科學家已經知道到大陸間的灰塵可以傳播細菌及病毒。但是在聖彼得堡的美國地質調查局工作的微生物學家說：「大部分人都以為太陽的紫外線可將這些灰塵消毒。」又說：「現在我們發現這是不正確的。」

## 影響
當一個地區受到沙塵侵襲時，會使能見度降低，且這些灰塵也會引起各式各樣的健康問題，例如喉嚨痛和哮喘。依據暴風的嚴重程度，人們會被告知避免或減少戶外活動。沙塵對於已經有氣喘或呼吸道感染的人，可能具有致命性。目前已證明沙塵能使每日的死亡率增加約1.7%。
雖然沙本身未必是有害的土壤，但是酸雨以及硫的排放會使土壤退化，進而摧毀農耕地。沈澱灰、煤煙，重金屬也能造成污染，包括污染農場及地下蓄水層等。此外沙塵暴也影響野生動物、毀壞農作物、毀壞動物棲息地，而有毒重金屬位影響生物繁殖。珊瑚受到的打擊尤其嚴重，有重金屬能經由食物鏈向上，從魚類傳播到高等哺乳動物。當空氣能見度降低時，會使航班、戶外活動取消，且可對經濟活動造成顯著的損失。日本有報導顯示洗乾淨的衣服沾滿黃色。
韓國時報報導，爲了清潔一部珍寶客機，花費了300萬韓圓、6000加侖的水，以及6個小時的時間。

## 嚴重程度
上海於2007年4月3日紀錄到的空氣污染指數為500，以美國的標準來說，空氣污染指數達300就進入定「有危險的」（Hazardous），超過200則是「有害於健康的」（Unhealthful）。到目前為止，2007年的紀錄似乎是最差的。
荒漠化在中國情況加烈，1,740,000平方公里的「乾燥」土地，打亂了400多萬中國人民的生活，並且直接造成每年540億元人民幣的經濟損失。而且這些數字可能比實際還低估許多，因為他們只考慮直接影響，而不包括醫療、污染、和其它二級效應，以及對於週邊國家的影響。
全球暖化以及厄爾尼諾現象（聖嬰現象）也與亞洲沙塵暴有關，因為在冬季形成的冰蓋，能將沙塵固定，使其不會刮過陸地。

## 緩和
近年來，南韓和中華人民共和國開始在沙塵暴起源的地區進行植林，中国政府施行了退耕还林、退牧还草等政策，较为成功及著名的工程有塞罕坝、库布其沙漠治理工程、三北防护林、柯柯牙防护林，沙尘暴发生频率减少较为显著

## 成分
2001年中國進行的分析資料顯示，亞洲沙塵當中含有高濃度的矽（24-32%）、鋁（5.9-7.4%）、鈣（6.2-12%）及鐵。另外也有一些毒物，其中以較重的物質為多（如有毒的水銀與鎘，多由燃煤釋出），這定出亞洲沙塵的淵源。
但是，由英國諾汀罕大學的在期刊《柳葉刀》（Lancet）中表示，這並不代表接近沙塵發源地的人們會受到較大的影響。在更遠處的人們更容易暴露在幾乎看不見且細小的灰塵當中，並在不知情的狀況下將灰塵深深地吸入肺部；反而較粗的顆粒並不容易被吸入。灰塵吸入之後，會傷害肺部組織並可能誘導癌症及其他肺部疾病的產生。美國的一項研究，分析了位於科羅拉多的沙塵，此研究顯示出一氧化碳的存在。這些一氧化碳可能是在沙塵吹過亞洲工業地帶時與其結合。

## 歷史
最早的沙尘暴记录是在古代中国的文学作品里。目前认为最早的中国沙尘暴记录是在竹书纪年中，"帝辛五年，雨土于亳"，商朝帝辛五年即公元前1150年，黄沙落于亳（在河南省境内）。
在韓國最早的沙尘暴的紀錄是在公元前174年新羅王朝。塵土被稱為雨土，並根據傳說，人民深信這是在當時由憤怒的神派下來的灰塵，而非雨或雪。具體記錄指，亞洲灰塵事件也在韓國存在，並存在於百濟、高句麗及朝鮮王朝時期。

## 災情（按年份）
- 2021年蒙古高原沙塵暴

## 腳注
1. 1 2  .   [2007-05-18]. （原始内容存档于2004-03-19）.
2. ↑  .   [2007-05-18]. （原始内容存档于2007-04-10）.
3. ↑  .   [2007-05-18]. （原始内容存档于2007-04-10）.
4. ↑  新华网. . 新华网. 2018-07-17  [2018-07-17]. （原始内容存档于2021-01-15）.
5. ↑  柴逸扉. . 人民日报海外版. 2017-08-22  [2017-08-22]. （原始内容存档于2021-02-18）.
6. ↑  . cdmd.cnki.com.cn.   [2018-08-30]. （原始内容存档于2021-01-15）.
7. ↑  中国天气网. . 中国天气网. 2018-04-10  [2018-08-30]. （原始内容存档于2021-02-18）.
8. ↑  Goudie and Middleton, The changing frequency of dust storms through time, Climate Change 20:197-225 1992).
9. ↑  For further details, see for example the article by Youngsin Chun and Soon-Ung Park, From Historical Records to Early Warning System opf Asian Dust (Hwangsa) in Korea （页面存档备份，存于） (it also contains a bibliography of historical sources about the subject).

## 外部連結
- Asian Dust in Korea accessed April 9, 2006
- Ostapuk, Paul Asian Dust Clouds（页面存档备份，存于） accessed April 9, 2006
- Szykman, Jim et al.Impact of April 2001 Asian Dust Event on Particulate Matter Concentrations in the United States（页面存档备份，存于）
- Kwon Ho-Jang et al.Effects of the Asian Dust Events on Daily Mortality in Seoul, Korea
- Zhang, X.Y. et al. Characterization of Soil Dust Aerosol in China, 2001
- Carbon Monoxide Measurements in the Mongolian Desert Dust Cloud at Boulder
- The Bibliography of Aeolian Research